# Allium azaurenum
Allium azaurenum — вид рослин з родини амарилісових (Amaryllidaceae); ендемік Сирії.

## Опис
Цибулина овально-конічна ≈ 3–4 см впоперек; оболонки жовтуваті.

## Поширення
Ендемік Сирії.